# Orchid Beach
Orchid Beach är en strand i Australien. Den ligger i delstaten Queensland, omkring 280 kilometer norr om delstatshuvudstaden Brisbane.
Genomsnittlig årsnederbörd är 1 354 millimeter. Den regnigaste månaden är januari, med i genomsnitt 284 mm nederbörd, och den torraste är september, med 17 mm nederbörd.